# 下敷き

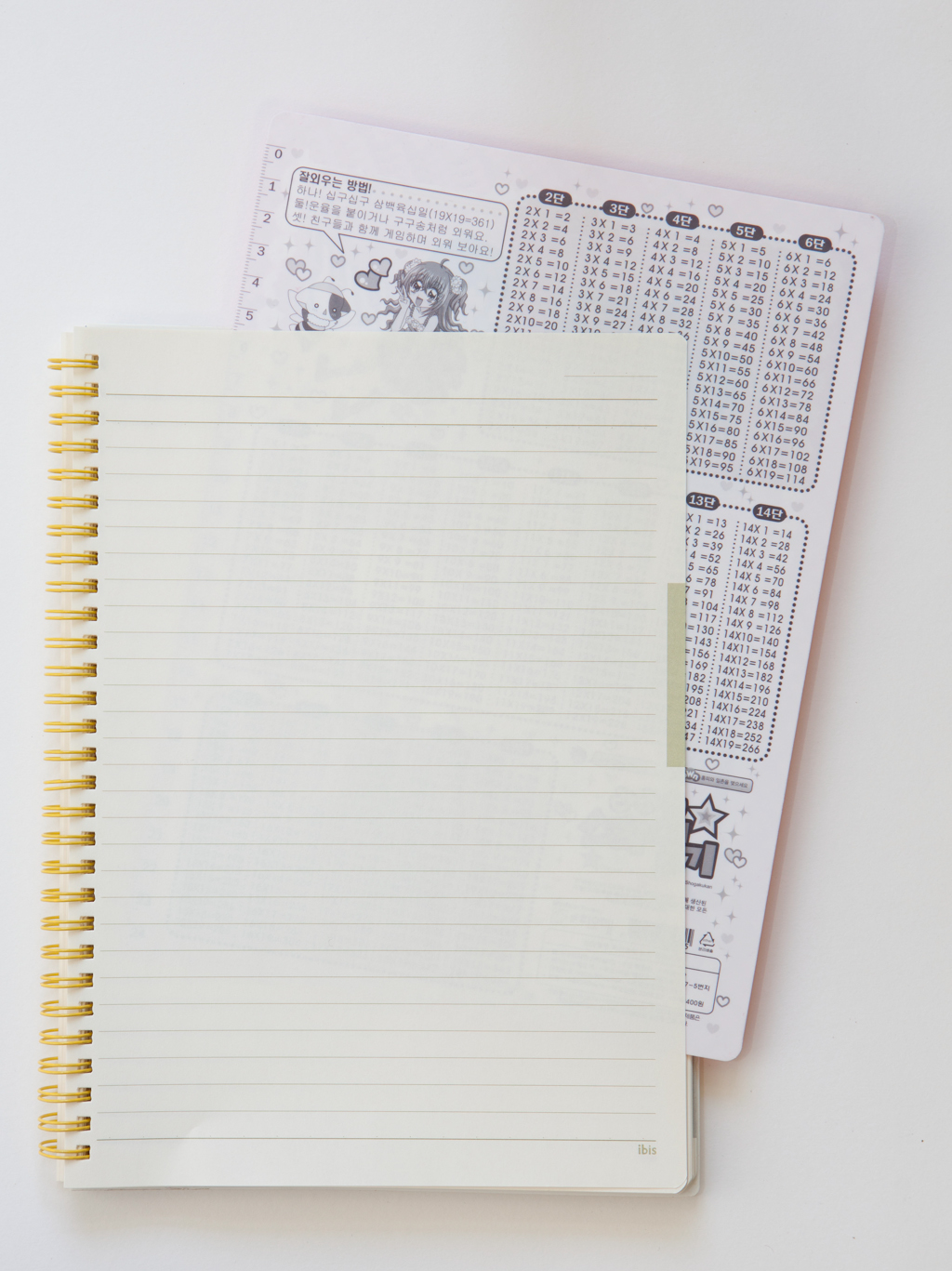

下敷き（したじき）とは、物の下に敷く物の総称である。または、「倒木の下敷きになる」といった様に何かにつぶされた・もしくは乗っかられた様子を指す用法もある。だが、とくに普通名詞としての「下敷き」は、筆記をする紙などの下に敷くものを指す。
一般的に、筆記の際に用いられる下敷きの材質は鉛筆・シャーペン・水性ボールペン（またはゲル）などはハード下敷き（プラスチック）、油性ボールペン・または硬筆でも丁寧に書くときはソフト下敷き（ビニール・レザー）、毛筆用は柔らかい毛氈である。凹凸のないテーブルに紙を置くテスト・コピー用紙勉強法などは、ハード下敷きは使わない。逆にノートに油性ボールペンで書くときは、ソフト下敷きは不要となる。ソフト下敷が無くても、紙の束を敷いて代用することが多い。
油性ボールペンを使うことが多いオフィスでは、全面にデスクマット（ビニール）が敷いてある。下に緑のフェルト（下敷き）が敷かれており、白い紙を挟んだときに目立ちやすくなっている。最近はゲルインク・パソコンを用いることが多くなり、デスクマットを置かないオフィスが増えている。

## 硬筆用の下敷き
ノートや紙に何らかの事柄を書くとき、下に敷いて使う板状の文房具である。
ノートを開いて、下に何も敷かずに字を書き込もうとすると、筆記者の筆圧によって多かれ少なかれノートの紙が下に沈みこむことで、紙の裏や裏のページに筆記の跡が残ることがある。また、紙に字などを書く際、紙の下に凹凸があったり、紙の下が柔らかい平面だったりすると、書きにくい。このような場合、筆記をおこなう紙の下に硬く滑らかな板を敷いて、書きやすく・かつ筆記される紙より下に筆記の跡が残りにくい状態にする。おもにこのような用途を目的として作られている板を下敷きという。
ある程度の硬さを持ちつつ、薄く軽量・平滑であり、さらに子供でも容易に購入できるよう安価であることが求められる。
日本国外では余り見られない文房具で、日本国外から日本の学校に入学した子どもにとっては使ったことがないため戸惑いを生じることもあるという。昔の日本は机に傷が多かったため、小学校でプラスチックのハード下敷きが使われるようになった。また海外の学校ではボールペンを使うことが多く、下敷きは使われない。

### 材質・寸法
材質としては、硬質ポリ塩化ビニル（塩ビ）や厚紙などが一般的である。近年では（該当商品の廃棄後に生じる）環境問題への関心の高まりから、ポリプロピレン(PP)やポリエチレンテレフタラート(PET)を使用するものも出てきている。
寸法は、概ね大学ノートと同じ大きさ、すなわちB5判（182mm×257mm）のものが最も一般的である。さまざまな印刷が施された下敷きが多く流通しているが、これについては紙（コート紙）に印刷を施し、表面をポリ塩化ビニルで覆っている。紙を使わず、ポリ塩化ビニルをそのまま板状にしただけのものもある。

### 記念グッズ等としての利用
先述のように、下敷きは何らかの印刷が施されているものが多い。漫画やアニメーションのキャラクターの絵、各種の写真などを印刷し、様々なデザインのものを安価で大量に製造することが可能である。このため、最も安価な記念グッズのひとつとして販売あるいは配布されることが多い。また、同人サークル活動の一環として、下敷きを作り販売するサークルも多い。

### 特殊な使い方
- 軽くて薄く、弾力のある板状であるため、下敷きの一端を持って扇ぐことでうちわの代わりに用いることができる。夏場の学校では、多数の学生・生徒が下敷きで扇ぐ光景が見られる。
- 下敷きを頭髪に接触させて繰り返し摩擦させ、その後に頭から少し離すと、頭髪が逆立つ。これは、絶縁体である下敷きと頭髪を摩擦させることにより、下敷きが負に、頭髪は正にそれぞれ帯電し、下敷きと頭髪の間に正負の電荷相互間のクーロン力による引力が発生するためである。

## 毛筆用の下敷き

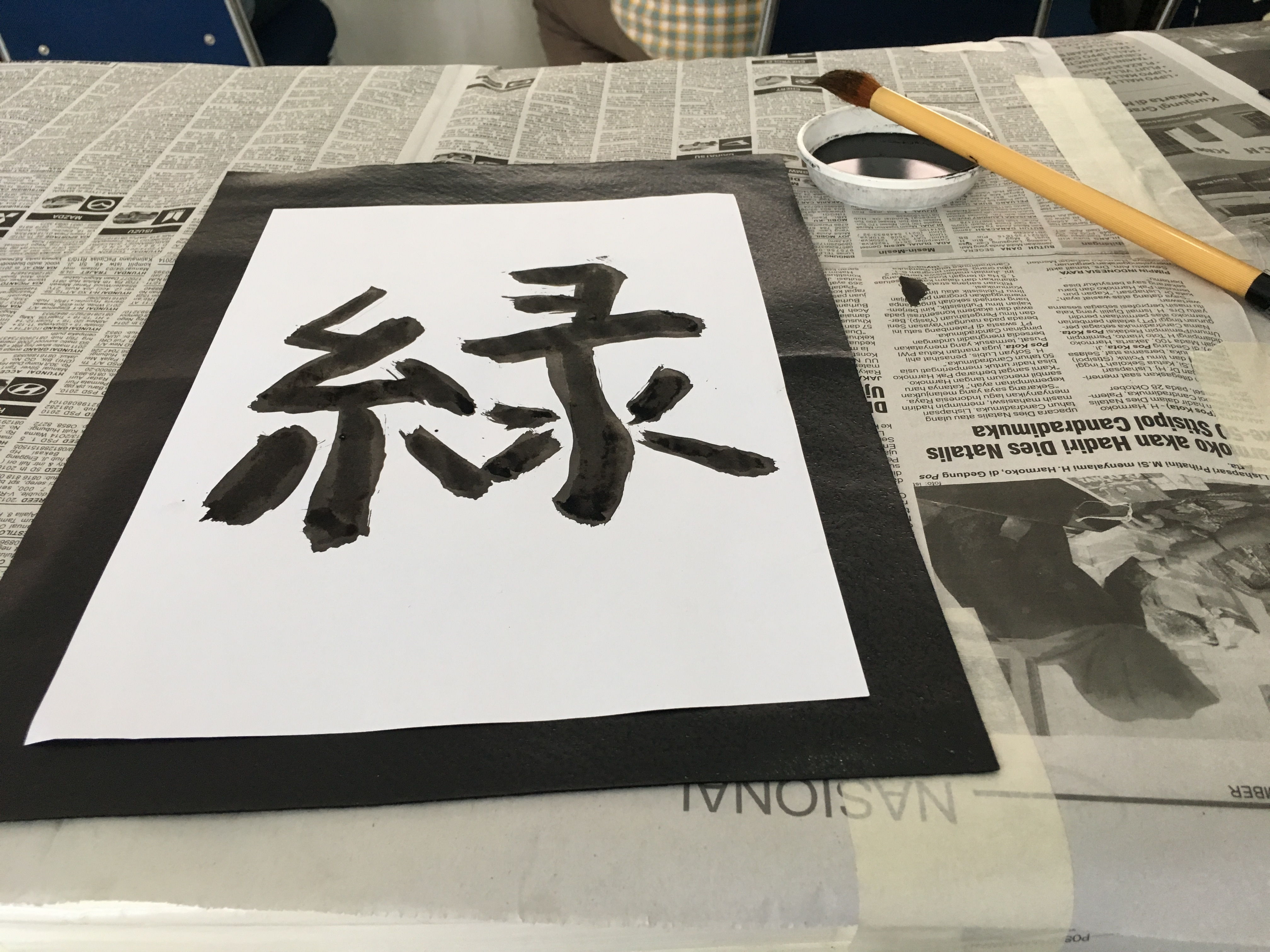
書道半紙の下に敷かれた毛筆用の下敷き

長方形の黒いフェルト製であることが多い。字配りの目安として、四角い枠や点線がプリントしてある場合がある。枠や線の色は様々。
転じて、創作・学説などの元ネタとなったものなどを意味する。